# Fosse de Manille

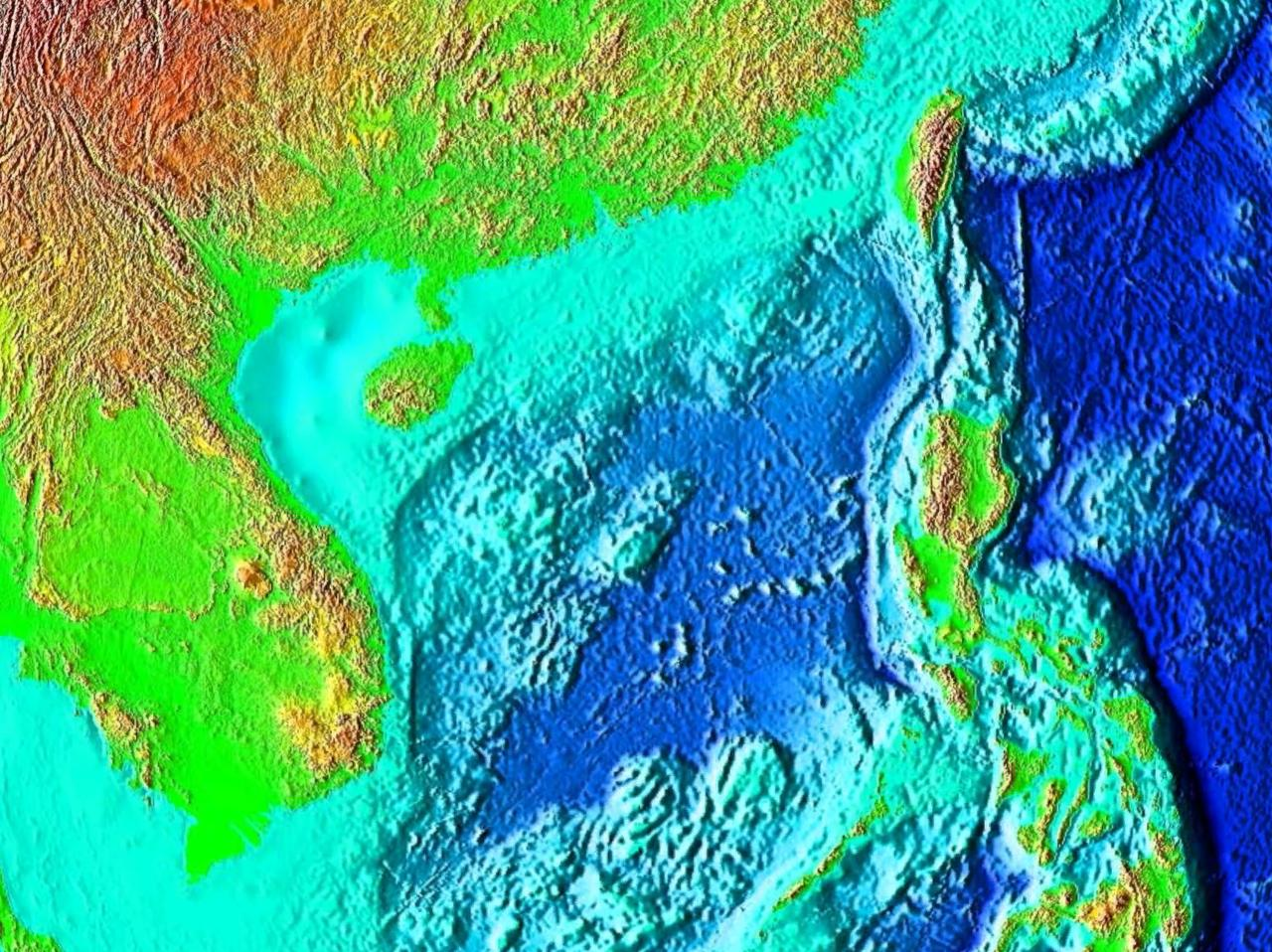
Topographie du fond de la mer de Chine méridionale.

La fosse de Manille est une fosse océanique située dans la mer de Chine méridionale, à l'ouest des Philippines. Elle est orientée du nord au sud et atteint 5 000 mètres de profondeur, soit 3 500 mètres de plus que la profondeur moyenne du plancher océanique. Elle est le résultat de la subduction de la plaque de la Sonde sous la plaque philippine. La fosse se termine au nord par la zone de collision de Taïwan
De fréquents séismes se produisent le long de la fosse et de nombreux volcans forment un arc (l'arc volcanique de Luçon) dans la partie occidentale de l'île de Luçon, en particulier le Pinatubo.